# Regiunea Haut-Sassandra
Regiunea Haut-Sassandra este una dintre cele 19 unități administrativ-teritoriale de gradul I ale statului Coasta de Fildeș.